# Louis Hjelmslev
Louis Hjelmslev (1899 - 1965) va ser un lingüista danès que destacà en la lingüística sincrònica seguint les idees de Saussure. Pertany a l'escola del Cercle Lingüístic de Copenhaguen, que va treballar dins l'àmbit de l'epistemologia de l'estructuralisme. És el creador de la teoria lingüistica que va anomenar glossemàtica.

## Teories
Va defensar la importància del context per a entendre qualsevol signe, del qual destacà la doble dimensió (significat i forma, que pot ésser verbal, icònica o qualsevol altra). Mentre que l'important és el contingut del signe, només es pot estudiar des d'un punt de vista teòric a partir de la seva forma, perquè és el sol element tangible i objectiu.
Concebia el llenguatge com al millor vehicle per a transmetre la cultura entre generacions i, per tant, cada llengua era com una via per a acostar-se al grup social que la parlava. Va aplicar l'estructuralisme, doncs, a l'estudi social i lingüístic, allunyant-se de l'enfocament eminentment fonètic i abstracte dels seus companys.
Cada llengua es divideix en diferents taxemes o elements mínims de contrast, que seran els morfemes, fonemes, etc. segons el nivell d'anàlisi. Aquests taxemes segueixen tres regles: d'agrupament, d'alternança (quan un substitueix a un altre considerat no vàlid per la gramàtica d'aquella llengua) i d'implicació, que explica com canvia en la seva forma.

## Obres
- Hjelmslev, Louis (1928). Principes de grammaire générale. Copenhague: Bianco Lundo.
- Hjelmslev, Louis (1935/37). Catégorie des cas (2 volumes). Acta Jutlandica VII, IX.
- Hjelmslev, Louis (1953[1943]). Prolegomena to a Theory of Language. Baltimore: Indiana University Publications in Anthropology and Linguistics (IJAL Memoir, 7) (2nd OD (slightly rev.): Madison: University of Wisconsin Press, 1961. Dt.: Hjelmslev 1974.
- Hjelmslev, Louis (1975). Résumé of a Theory of Language. Travaux du Cercle linguistique de Copenhague, vol. XVI. Copenhague: Nordisk Sprog- og Kulturforlag.